# Vasílis Papakonstantínou
Vasílis Papakonstantínou, en grec moderne : Βασίλης Παπακωνσταντίνου (1950-), est un chanteur de rock grec. La plupart de ses chansons ont acquis une grande popularité, principalement en Grèce et à Chypre.

## Biographie

### Débuts
Vasílis Papakonstantínou est né à Vástas, près de Mégalopolis, en Arcadie. En 1957, il s'installe à Athènes avec sa famille. Son adolescence est marquée par les tendances musicales et sociales des années 1960 : Míkis Theodorákis, le rock contestataire, les mouvements internationaux de paix et de libération, tandis que la Grèce tente de panser rapidement les blessures de la guerre civile grecque. Vasílis Papakonstantínou devient un adepte de la gauche sans jamais devenir membre d'un parti de gauche. En 1973, après avoir servi dans l'armée grecque, remplissant ainsi ses obligations de service national, il part en Allemagne de l'Ouest et s'installe à Munich. Là-bas, il participe à des organisations anti-dictature, faisant campagne contre la junte militaire grecque de 1967 à 1974 et chantant dans des endroits où la population estudiantine et immigrée grecque est considérable.

### Carrière - Discographie

#### Années 1970
Vasílis Papakonstantínou commence à chanter des chansons grecques au début des années 1970. En 1972, il enregistre son premier album professionnel, Ελληνική χώρα / Ellinikí Chóra (Terre grecque), où il interprète les deux chansons bien connues Dirlandá / Ντιρλαντά et Ο Σταμούλης ο λοχίας / O Stamoúlis o lochías (Stamoúlis le sergent). La même année, ses deux premiers albums vinyles 45 tours sortent.
Sa première rencontre importante a lieu en 1974, lorsqu'il rencontre Míkis Theodorákis à Paris, avec qui il collabore sur deux disques : Τα τραγούδια του Αντρέα (La chanson d'Andréa) et Νύχτα θανάτου (Nuit de la mort).